# Karl Franz Wendt
Franz Willi Otto Karl Hermann Wendt (* 14. Oktober 1904 in Stade; † März oder April 1933, offiziell 24. März 1933 in Penzing) war ein deutscher Nachrichtenmann, der vermutlich vom SA-Mann Julius Uhl ermordet wurde.

## Leben und Tätigkeit
Wendt betätigte sich seit den 1920er Jahren als Nachrichtenagent. 1929 wurde er, zusammen mit dem Agenten Georg Bell, in einem Prozess vor dem Obersten Bayerischen Landesgericht angeklagt. Über die diesem Prozess zugrunde liegenden Vorgänge ist laut den Forschungen Andreas Dornheims so gut wie nichts bekannt, da die einschlägigen Akten verschollen sind (wahrscheinlich wurden sie nach 1933 vom Sicherheitsdienst der SS beschlagnahmt). Aus anderen Quellen geht aber, erneut nach Dornheim, zumindest hervor, dass Wendt und Bell versucht hatten, einen französischen Spion zu enttarnen, wobei sie sich „so ungeschickt angestellt“ hatten, dass sie als Lockmittel, um diesen Spion zu enttarnen, diesem militärische Geheimnisse preisgegeben hatten, mit der Folge, dass sie wegen Verrates militärischer Geheimnisse angeklagt wurden.
Im Herbst 1930 trat Wendt zusammen mit Bell mit Aufnahmedatum vom 1. September 1930 in die NSDAP (Mitgliedsnummer 290.054) ein. Wendt wurde außerdem Mitglied der SS. Nachdem Bell im Frühjahr 1931 von dem kurz zuvor zum Stabschef der SA ernannten Ernst Röhm als sein persönlicher Nachrichtenagent rekrutiert wurde, holte er auch Wendt in den Nachrichtendienst der Obersten SA-Führung: 1931 und 1932 unterstützte Wendt Bell bei seiner nachrichtendienstlichen Arbeit für die NSDAP.
Nachdem Bell sich mit der NS-Führung im Sommer 1932 überworfen hatte und im Oktober 1932 offiziell aus der Partei ausgeschieden war, wandte auch Wendt sich im Heimlichen gegen diese: In den letzten Monaten des Jahres 1932 und in den ersten Monaten des Jahres 1933 belieferte er den kritischen Journalisten Fritz Gerlich auf Veranlassung von Bell mit Insiderwissen über die NSDAP und ihre Nebenorganisationen, speziell die SA und die SS.
Nach dem Machtantritt der Nationalsozialisten im Frühjahr 1933 flog auch Wendts Betätigung gegen die Parteiführung auf: Laut einer von Dornheim aufgefundenen Tagebuchnotiz des Fürsten von Waldburg-Zeil wurde Wendt im März 1933 ins Braune Haus in München vorgeladen und seither nie wieder gesehen. In einem internen Dokument der Abteilung VI (Politische Abteilung) der Polizeidirektion München, die damals unter der Leitung Reinhard Heydrichs stand, heißt es, dass Wendt „wegen Verdachtes der Spitzeltätigkeit gegen die NSDAP“ in Schutzhaft genommen worden sei. Seiner Frau wurde später mitgeteilt, dass er „auf der Flucht“ erschossen worden sei. Ein Vermerk des Reichsinnenministeriums von 1936 hält fest, dass die Beweggründe für die Festsetzung Wendt sowie der Hergang der Tat sich nicht mehr einwandfrei hätten feststellen lassen. Als wahrscheinlicher Mörder Wendts identifizierte das Innenministerium Ernst Röhms Chefleibwächter und „Leibmörder“ Julius Uhl.
Der im Sommer 1934 von exilkommunistischen Kreisen in Paris veröffentlichte zweite Band des Braunbuchs, einer Aufklärungsschrift, die die Weltöffentlichkeit über von den Nationalsozialisten seit 1933 begangene Verbrechen informieren wollte, behauptete, dass Wendt – der hier als Oberleutnant und Mitglied der Otto-Strasser-Gruppe identifiziert wird – in der Nähe Festung Landsberg am Lech erschossen worden sei, ohne Angaben zur Quelle dieser Informationen zu erteilen.
Ebenfalls im März 1933 wurde Wendt aus der NSDAP ausgeschlossen und auf die „Schwarze Liste“ der Parteiverwaltung mit den Namen jener Personen gesetzt, die nie wieder aufgenommen werden dürften.
Wendts Witwe Bella erhielt ab dem 1. Juni 1936 auf die Dauer von 10 Jahren eine monatliche Rente von 90 RM „aus Gründen der Billigkeit“ zugestanden.

## Archivarische Überlieferung
Zu Wendt hat sich eine Spruchkammerakte der Haupt- und Berufungskammer München im Staatsarchiv München erhalten (SpkA 1946).